# نقد أدبي تحليلي نفسي
النقد الأدبي التحليلي النفسي، هو النقد الأدبي أو النظرية الأدبية المتأثرة بالتحليل النفسي الذي أسسه سيغموند فرويد، وقد يكون هذا التأثير منهجيًا أو مفاهيميًا أو شكليًا.
تُعتبر القراءة التحليلية النفسية قديمةً قدم التحليل النفسي في حد ذاته، إذ تطورت لاحقًا لتصبح طريقةً متغايرةً تفسيريةً. كتبت سيلين سوربرينانت: «لا يُعتبر النقد الأدبي التحليلي النفسي حقلًا موحدًا. وفي المقابل، تبيّن جميع المتغيرات أن الأدب متشابك أساسًا مع النفس، إلى حد ما على الأقل».

## نبذة عامة
يتمثل الهدف من النقد الأدبي التحليلي النفسي ببساطة في تطبيق التحليل النفسي على المؤلف أو على شخصية مميزة في عمل ما. يتشابه كل من النقد والتحليل النفسي، وهي فكرة مطروحة في العملية التفسيرية التحليلية التي يناقشها فرويد في كتاب تفسير الأحلام وغيره من الكتب الأخرى. قد ينظر النقاد إلى الشخصيات الخيالية بوصفها دراسات لحالات نفسية، إذ يحاولون إيجاد بعض المفاهيم الفرويدية كعقدة أوديب ومنزلق فرويد والهو والأنا والأنا العليا مثلًا، ثم يسعون إلى شرح آلية تأثيرها على أفكار الشخصيات الخيالية وسلوكياتها.
قد ينطوي النقد التحليلي النفسي على العديد من الاختلافات الأكثر تعقيدًا، فقد تُستخدم مفاهيم التحليل النفسي بالرجوع إلى البنية السردية أو الشعرية في حد ذاتها دون الحاجة إلى اختراق النفس التأليفية (وهو تفسير ناتج عن ملاحظة المحلل النفسي جاك لاكان الذي قال: «يتشابه كل من اللاوعي واللغة في هيكلهما»). يُمكن اعتبار النصوص التأسيسية للتحليل النفسي بمثابة أعمال أدبية، فمن الممكن إعادة قراءتها لملاحظة الضوء الذي تسلطه صفاتها الشكلية على محتواها النظري (تتشابه نصوص فرويد مع القصص البوليسية أو الروايات الأثرية التي كان مولعًا بها إلى حد كبير).

يطرح النقد الأدبي التحليلي النفسي أدلةً مفيدةً في تحليل بعض الرموز والأحداث والسياقات المحيرة ضمن عمل أدبي ما، كما هو الحال مع جميع أشكال النقد الأدبي الأخرى. وفي المقابل، يتسم النقد الأدبي التحليلي النفسي بكونه محدودًا، مثله مثل أشكال النقد الأدبي الأخرى. يعتمد بعض النقاد على النقد النفسي باعتباره «صالحًا في كل زمان ومكان»، بينما يعتقد الباحثون الأدبيون الآخرون باستحالة وجود نهج واحد قادر على تسليط الضوء على عمل فني معقد أو تفسيره. ذكر غويرن وآخرون في كتيّب حول النهج النقدية للأدب:
يكمن الخطر في تحول الطالب الجاد إلى شخص تسيّره النظريات، متناسيًا أن النهج الفرويدي ليس النهج النقدي الأدبي الوحيد. إن النظر إلى عمل خيالي عظيم أو قصيدة عظيمة على أنهما دراسة حالة نفسية في المقام الأول يعني تجريدهما من أهميتهما الأشمل ومن التجربة الجمالية الجوهرية التي يقدمانها أيضًا. 

## النهج

### التطبيقات الأولى
كتب فرويد العديد من المقالات الهامة حول الأدب، ثم استخدمها بغرض استكشاف نفس المؤلفين والشخصيات وشرح الألغاز السردية وتطوير مفاهيم جديدة ضمن مجال التحليل النفسي (مثل الهذيان والأحلام في غراديفا لجنسن، بالإضافة إلى قراءته المؤثرة لأسطورة أوديب ولمسرحية هاملت لشكسبير في كتابه تفسير الأحلام). وفي المقابل، تعرض فرويد إلى انتقادات نالت دراساته ودراسات أتباعه الأوائل، إذ جاء فيها أن «ما يستدعي التوضيح ليس الأعمال الفنية والأدبية في حد ذاتها، بل الباثولوجيا النفسية والسيرة الشخصية لكل من الفنان أو الكاتب أو الشخصيات الخيالية». وبالتالي، «لم يستطع العديد من المحللين النفسين من أتباع فرويد الأوائل مقاومة الإغراء المصاحب لتطبيق التحليل النفسي على الشعراء والرسامين (الأمر الذي أثار استياء فرويد في بعض الأحيان)». استنتج المحللون اللاحقون أنه «لا يستطيع المرء تحليل المؤلف نفسيًا من خلال نصه».